# Physcomitrium mirabile
Physcomitrium mirabile là một loài Rêu trong họ Funariaceae. Loài này được (Broth. & Paris) R.H. Zander mô tả khoa học đầu tiên năm 1993.